# Список эпизодов телесериала «Последний кандидат»
Список эпизодов американского телесериала «Последний кандидат», американский телевизионный сериал, созданный Дэвидом Гуггенхаймом с Кифером Сазерлендом в главной роли, который старовал на ABC в 21 сентября 2016 года. В центре сюжета находится невлиятельный член правительства Томас Киркман, «дежурный преемник», который после гибели президента и его основных преемников замещает должность президента США.

## Обзор сезонов
| Сезон | Сезон | Эпизоды | Оригинальная дата показа | Оригинальная дата показа | Оригинальная дата показа | Рейтинг Нильсена | Рейтинг Нильсена    |
| Сезон | Сезон | Эпизоды | Премьера сезона          | Финал сезона             | Сеть                     | Ранк             | Зрители в США (млн) |
| ----- | ----- | ------- | ------------------------ | ------------------------ | ------------------------ | ---------------- | ------------------- |
|       | 1     | 21      | 21 сентября 2016         | 17 мая 2017              | ABC                      | 16               | 11.90               |
|       | 2     | 22      | 27 сентября 2017         | 16 мая 2018              | ABC                      | 45               | 7.974               |
|       | 3     | 10      | 7 июня 2019              | 7 июня 2019              | Netflix                  | -                | -                   |

## Список серий

### Сезон 1 (2016—2017)
| № общий | № в сезоне | Название                                  | Режиссёр             | Автор сценария                                               | Дата премьеры    | Зрители в США (млн) |
| --- | ---------- | ----------------------------------------- | -------------------- | ------------------------------------------------------------ | ---------------- | ------------------- |
| 1 | 1          | «Пилотный эпизод» «Pilot»                 | Пол Макгиган         | Дэвид Гуггенхайм                                             | 21 сентября 2016 | 10.04               |
| После того, как мощный взрыв уничтожает здание Капитолия во время обращения «О положении страны», министр жилищного строительства и городского развития США Том Киркман приносит присягу в качестве президента, так как все остальные преемники погибли. Киркман старается приспособиться к новой роли, но сомневается в своих способностях руководить страной. Агент ФБР Ханна Уэллс начинает расследовать подозрительные обстоятельства, связанные с этой террористической атакой.                           |            |                                           |                      |                                                              |                  |                     |
| 2 | 2          | «Первый день» «The First Day»             | Брэд Тёрнер          | Сюжет : Джон Хармон Фельдман Телесценарий : Дэвид Гуггенхайм | 28 сентября 2016 | 7.97                |
| В Мичигане происходят массовые случаи нарушения гражданских прав, в том числе аресты мусульман. Президент Киркман знакомится с конгрессвумен Кимбл Хукстратен, «дежурным преемником» от Республиканской партии, и решает свои первые задачи на посту главнокомандующего. Агент Уэллс подозревает, что найденная в развалинах неразорвавшаяся противотанковая мина является ложной уликой, призванной направить ФБР в неверном направлении. Выясняется, что одному из конгрессменов удалось уцелеть при взрыве. |            |                                           |                      |                                                              |                  |                     |
| 3 | 3          | «Признание» «The Confession»              | Серджо Мимика-Геззан | Дженнифер Джонсон и Пол Редфорд                              | 5 октября 2016   | 7.05                |
| Во время телевизионного интервью становится ясно, что многие ставят под вопрос легитимность президентства Киркмана. Видео, в котором террористическая группировка Аль-Сакар берёт на себя ответственность за теракт, приводит к негативным последствиям; агент Уэллс задает вопросы конгрессмену Питеру Маклишу, единственному выжившему при взрыве, и понимает, что ему нельзя доверять; первая леди США Алекс Киркман обнаруживает пакетик с наркотиками в спальне сына Лео.                                 |            |                                           |                      |                                                              |                  |                     |
| 4 | 4          | «Враг» «The Enemy»                        | Пол Эдвардс          | Дэна Леду Миллер и Джон Хармон Фельдман                      | 12 октября 2016  | 7.00                |
| Президент Киркман продолжает заниматься проблемой нарушения гражданских прав в Мичигане и поиском Маджида Нассара, лидера террористов, который, как предполагается, несет ответственность за взрыв; Ханна изучает действия конгрессмена Маклиша в ночь взрыва; Алекс ищет помощи у маловероятного союзника; спичрайтер Сет берёт на себя обязанности пресс-секретаря. |            |                                           |                      |                                                              |                  |                     |
| 5 | 5          | «Задание» «The Mission»                   | Пол Эдвардс          | Сэнг Кю Ким и Майкл Ганн                                     | 26 октября 2016  | 5.96                |
| Группа «морских котиков» отправляется в Алжир и берёт в плен Маджида Нассара; Уэллс узнает правду о передвижениях Маклиша в незадолго до взрыва и делится ею со своим начальником; некто из прошлого Алекса делает шокирующее признание; Аарон и Эмили предлагают Маклишу должность спикера палаты, но он отказывается занять этот пост. |            |                                           |                      |                                                              |                  |                     |
| 6 | 6          | «Допрос» «The Interrogation»              | Майкл Катлман        | Барби Клигман и Дженна Ричман                                | 9 ноября 2016    | 5.56                |
| Предварительные планы по избранию нового Конгресса США оказываются под угрозой, когда вооружённый стрелок срывает саммит губернаторов в Белом доме; после того, как Уэллс и Этвуд допрашивают Маджида Нассара о его причастности к взрыву Капитолия, он умирает от отравления; Аарон и Эмили предлагают Маклишу должность вице-президента США, и он принимает предложение. |            |                                           |                      |                                                              |                  |                     |
| 7 | 7          | «Предатель» «The Traitor»                 | Фред Туа             | Дженнифер Джонсон и Майкл Ганн                               | 16 ноября 2016   | 5.52                |
| В России арестован тренер американской сборной по лёгкой атлетике, президент Киркман пытается договориться о трёхстороннем шпионском обмене с Саудовской Аравией и Россией; Алекс имеет дело с человеком, который утверждает, что является биологическим отцом Лео; Уэллс следует по наводке, полученной во время допроса Маджида Нассара, и раскрывает шокирующую тайну. |            |                                           |                      |                                                              |                  |                     |
| 8 | 8          | «Результат» «The Results»                 | Крис Грисмер         | Пол Редфорд и Сэнг Кю Ким                                    | 30 ноября 2016   | 5.45                |
| После угрозы биотерроризма в Канзас-Сити президент Киркман вынужден рассмотреть вопрос об отмене выборов в Конгресс; Лео конфликтует с родителями из-за спекуляцией по поводу личности его настоящего отца; расследование смерти Маджида Нассара принимает неожиданный оборот, когда Этвуд признается, что защищает своего похищенного сына. |            |                                           |                      |                                                              |                  |                     |
| 9 | 9          | «Схема» «The Blueprint»                   | Ричард Дж. Льюис     | Дэна Леду Миллер и Майкл Ганн                                | 7 декабря 2016   | 5.18                |
| Брешь в системе безопасности АНБ и пренебрежительные слова Эмили о сенаторе в совокупности ставят её на грань отставки; Уэллс и Рассинк собирают информацию об армейских товарищах Маклиша и обнаруживают связь со взрывом Капитолия; Маклиш советует Киркману быть настороже с агентом Уэллс. |            |                                           |                      |                                                              |                  |                     |
| 10 | 10         | «Клятва» «The Oath»                       | Фред Туа             | Дэвид Гуггенхайм                                             | 14 декабря 2016  | 6.18                |
| Благодаря новой наводке Уэлсс, получившая ранения после столкновения машин, оказывается в сельской местности, где сталкивается с бывшим начальником президентской администрации Чарльзом Лэнгдоном; старое досье подтверждает подозрения о предателе в Белом доме; Уэллс разоблачает заговор с целью убийства Киркмана и мешает снайперу прицельно выстрелить; Маклиш приведен к присяге в качестве вице-президента.                                                                                           |            |                                           |                      |                                                              |                  |                     |
| 11 | 11         | «Бойцы» «Warriors»                        | Стивен Серджик       | Пол Редфорд и Карол Флинт                                    | 8 марта 2017     | 5.86                |
| Президент Киркман ранен во время приведения к присяге Маклиша; Уэллс допрашивают по поводу её участия в перестрелке; Эмили избегает Аарона после шокирующего открытия; Киркман посылает агента Секретной службы Майка Риттера поговорить с Уэллс; Маклиш использует свои полномочия время в качестве исполняющего обязанности президента, чтобы скрыть свою причастность к неудачному покушению; Уэллс просит Риттера найти Чака Рассинка; Уэллс встречается с Киркманом.                                      |            |                                           |                      |                                                              |                  |                     |
| 12 | 12         | «Начало конца» «The End of the Beginning» | Майк Листо           | Дэвид Гуггенхайм                                             | 15 марта 2017    | 5.74                |
| Агенту Уэллс выделяют секретную комнату в Белом доме; она работает с сотрудником ФБР Джоном Форстеллом, чтобы разузнать больше о причастности Маклиша к взрыву в Капитолии; Эмили держит Аарона на расстоянии вытянутой руки; президент сужает свой круг общения; Аарон и Кимбл встречаются; обнаружено тело сына Этвуда; Ханна становится свидетелем того, как жена Маклиша убивает его, а затем кончает жизнь самоубийством.                                                                                 |            |                                           |                      |                                                              |                  |                     |
| 13 | 13         | «Обратный эффект» «Backfire»              | Тара Николь Вейр     | Сэнг Кю Ким и Пьерлуиджи Котран                              | 22 марта 2017    | 5.21                |
| Готовясь к пресс-конференции, президент Киркман разбирается с последствиями смерти Маклиша; Этвуд хоронит сына; Уэллс раскапывает информацию о том, как Маклиш был втянут в заговор; Эмили заменяет Аарона на посту начальника президентской администрации; Сет конфликтует с Эйбом Леонардом, опальным репортером, зацикленным на разоблачении секретов администрации; Алекс решает жить с детьми в Кэмп-Дэвиде.                                                                                              |            |                                           |                      |                                                              |                  |                     |
| 14 | 14         | «Главнокомандующий» «Commander-in-Chief»  | Фред Туа             | Майкл Ганн                                                   | 29 марта 2017    | 5.15                |
| Бывший президент Корнелиус Мосс работает с Киркманом над формированием нового правительства и предотвращением геноцида в африканской стране; Уэллс допрашивает бывшего начальника президентской администрации Чарльза Лэнгдона о его участии в заговоре; Аарон принимает решение о своем будущем в Белом доме. |            |                                           |                      |                                                              |                  |                     |
| 15 | 15         | «100 дней» «One Hundred Days»             | Кеннет Финк          | Дэна Леду Миллер                                             | 5 апреля 2017    | 5.19                |
| Киркман готовится к первым 100 дням пребывания в должности; Алекс выступает с заявлением, которое ставит под угрозу повестку дня Белого дома; Уэллс и Этвуд выходят на таинственную женщину, ответственную за убийство его сына; Хукстратен делает Аарону заманчивое предложение. |            |                                           |                      |                                                              |                  |                     |
| 16 | 16         | «Позиция партии» «Party Lines»            | Майк Листо           | Дженна Ричман                                                | 12 апреля 2017   | 4.82                |
| Администрация Киркмана борется за создание двухпартийной коалиции, необходимой для принятия противоречивого законопроекта о контроле над оружием; Уэллс и Этвуд отправляются в Северную Дакоту и обнаруживают доказательства того, что заговорщики планируют новые нападения; Аарон становится советником конгрессвумен Хукстратен. |            |                                           |                      |                                                              |                  |                     |
| 17 | 17         | «The Ninth Seat» «Девятый судья»          | Фред Туа             | Пол Редфорд                                                  | 19 апреля 2017   | 5.06                |
| Новый состав Верховного суда США готов к утверждению, но Киркман вынужден импровизировать, когда сенатор-республиканец Джек Боуман блокирует одного из кандидатов в судьи; Уэллс и Этвуд изучают деятельность подпольной группировки и делают шокирующее открытие; Аарон и Эмили обсуждают назначение Хукстратен вице-президентом; Сет узнает, что Леонард пишет статью, в которой раскрывает правду о взрыве в Капитолии.                                                                                     |            |                                           |                      |                                                              |                  |                     |
| 18 | 18         | «Лазарь» «Lazarus»                        | Крис Грисмер         | Дженнифер Джонсон                                            | 26 апреля 2017   | 5.11                |
| Этвуду и Уэллс в Северной Дакоте удается скрыться от перестрелки; план Киркмана назначить Хукстратен вице-президентом оказывается под угрозой, когда один из её старых оппонентов начинает клеветническую кампанию; Форстелл и Уэллс противостоят Патрику Ллойду, главному организатору взрыва в Вашингтоне; Леонард получает информацию от инсайдера в Белом доме; Уэллс похищена. |            |                                           |                      |                                                              |                  |                     |
| 19 | 19         | «Мезальянс» «Misalliance»                 | Норберто Барба       | Дэна Леду Миллер и Дженна Ричман                             | 3 мая 2017       | 4.62                |
| Джей Уайтекер, советник президента США по национальной безопасности, отправляет сообщение Ллойду. Мосс и Киркман готовятся к саммиту НАТО в Канаде; Хукстратен отстаивает свою честь перед комиссией по этике; Этвуд выслеживает Ллойда и тайно собирает разведданные о двух высокопоставленных участниках заговора; Лозано обнаруживает Этвуда и убивает его; Уэллс обнаруживает, что находится в океане на грузовом корабле.                                                                                 |            |                                           |                      |                                                              |                  |                     |
| 20 | 20         | «Сенсация» «Bombshell»                    | Шарат Раджу          | Сэнг Кю Ким                                                  | 10 мая 2017      | 4.92                |
| Уэллс сбегает из контейнера и подаёт береговой службе сигнал бедствия Mayday; саммит НАТО погружается в хаос, когда Эйб Леонард публикует свою статью; Секретная служба выслеживает предателя в Белом доме; Уэллс предотвращает катастрофу. |            |                                           |                      |                                                              |                  |                     |
| 21 | 21         | «Готовьтесь к удару» «Brace for Impact»   | Фред Туа             | Дэвид Гуггенхайм                                             | 17 мая 2017      | 5.07                |
| Киркман санкционирует национальную охоту за организаторами взрыва Капитолия; Уэллс стремится помешать заговорщикам организовать еще одну атаку; череда опасных событий завершается открытием, которое никто не мог предвидеть. |            |                                           |                      |                                                              |                  |                     |

### Сезон 2 (2017—2018)
| № общий | № в сезоне | Название                                 | Режиссёр         | Автор сценария           | Дата премьеры     | Зрители в США (млн) |
| --- | ---------- | ---------------------------------------- | ---------------- | ------------------------ | ----------------- | ------------------- |
| 22 | 1          | «Год спустя» «One Year In»               | Крис Грисмер     | Кит Айснер               | сентябрь 27, 2017 | 5.50                |
| Киркман пытается предотвратить международный кризис, когда украинские сепаратисты захватывают российский самолет с американскими гражданами на борту; Уэллс начинает сотрудничество с агентом МИ-6 Дамианом Реннетом (Бен Лоусон), чтобы найти главного организатора взрыва в Капитолии; Эмили нанимает на работу политического директора Белого дома Лиора Буна (Пауло Костанцо); Сет рассматривает возможность перехода на новую работу; приглашённый в Белый дом писатель, которого весь день гоняют из кабинета в кабинет, бесконечно долго ожидает аудиенции с Киркманом. |            |                                          |                  |                          |                   |                     |
| 23 | 2          | «Ложка дегтя» «Sting of the Tail»        | Фред Туа         | Кит Айснер               | октябрь 4, 2017   | 4.80                |
| Киркман сотрудничает с Уэллс и Реннетом, когда о себе вновь заявляет Патрик Ллойд (Терри Серпико) и угрожает распылить зарин в Вашингтонской агломерации, если его требования не будут удовлетворены; Сет изо всех сил пытается закончить выступление Киркмана на ежегодном ужине корреспондентов Белого дома; к администрации присоединяется советник по юридическим вопросам Белого дома Кендра Дэйнс (Зои Маклеллан). |            |                                          |                  |                          |                   |                     |
| 24 | 3          | «Вспышка» «Outbreak»                     | Крис Грисмер     | Эшли Гейбл               | октябрь 11, 2017  | 4.61                |
| Киркман работает с центрами по контролю и профилактике заболеваний США, чтобы предотвратить распространение опасного вируса; Уэллс и Реннетт глубже изучают мотивы Патрика Ллойда; Дэйнс пытается уладить дебаты по поводу статуи конфедерата; руководящий состав готовится к презентации амазонской лягушки, названной в честь президента. |            |                                          |                  |                          |                   |                     |
| 25 | 4          | «Равновесие» «Equilibrium»               | Джо Лазаров      | Пол Редфорд и Кит Айснер | октябрь 18, 2017  | 4.34                |
| Киркман и его подчиненные пытаются урегулировать пограничный конфликт между США и Мексикой; Уэллс допрашивает Алекс о возможной причастности её матери к преступлению тридесятилетней давности; следовательница из Административно-бюджетного управления намерена выяснить, кто разбил в Белом доме дорогую китайскую вазу. |            |                                          |                  |                          |                   |                     |
| 26 | 5          | «Сосунки» «Suckers»                      | Фред Джербер     | Билл Чаис                | октябрь 25, 2017  | 3.94                |
| Киркман и администрация работают сообща, чтобы восстановить доверие общественности после того, как на национальном телевидении озвучена реплика из частного разговора президента, вырванная из контекста; Уэллс и Реннетт вновь сотрудничают, когда в Вашингтоне убивают депутата британского парламента; Алекс подключается к процессу расследования дела своей матери. |            |                                          |                  |                          |                   |                     |
| 27 | 6          | «Два корабля» «Two Ships»                | Лесли Либман     | Джессика Рьедер          | ноябрь 1, 2017    | 3.92                |
| Киркман намеревается предотвратить потенциальную угрозу национальной безопасности после того, как потерпевший крушение корабль ВМС США с современной системой наблюдения дрейфует во вражеских водах; Уэллс и Реннетт продолжают расследование убийства Шарлотты Торн; Дейнс пытается убедить мать Алекс принять трудное решение; Родс воссоединяется со своим отцом после 23 лет разлуки. |            |                                          |                  |                          |                   |                     |
| 28 | 7          | «Семейные узы» «Family Ties»             | Милан Чейлов     | Пьерлуиджи Котран        | ноябрь 15, 2017   | 4.05                |
| 29 | 8          | «Дом» «Home»                             | Айан Тойнтон     | Пэт Куннан               | ноябрь 29, 2017   | 4.03                |
| 30 | 9          | «Три письма» «Three-Letter Day»          | Жанно Шварц      | Билл Чаис и Эшли Арена   | декабрь 6, 2017   | 3.87                |
| 31 | 10         | «Линия огня» «Line of Fire»              | Крис Грисмер     | Кит Айснер               | декабрь 13, 2017  | 4.39                |
| 32 | 11         | «Скорбь» «Grief»                         | Тимоти Басфилд   | Кит Айснер               | февраль 28, 2018  | 3.72                |
| 33 | 12         | «Покорение космоса» «The Final Frontier» | Шарат Раджу      | Джефф Мелвоин            | март 7, 2018      | 3.60                |
| 34 | 13         | «Первородный грех» «Original Sin»        | Босед Уилльямс   | Эшли Гейбл               | март 14, 2018     | 3.69                |
| 35 | 14         | «Темнота» «In the Dark»                  | Кэрол Бэнкер     | Билл Чайс                | март 21, 2018     | 3.98                |
| 36 | 15         | «Саммит» «Summit»                        | Крис Грисмер     | Джессика Грасл           | март 28, 2018     | 3.80                |
| 37 | 16         | «Последствия» «Fallout»                  | Джо Лазаров      | Том Гарригус             | апрель 4, 2018    | 3.84                |
| 38 | 17         | «Перебор» «Overkill»                     | Джефф Т. Томас   | Джефф Мелвоин            | апрель 11, 2018   | 3.29                |
| 39 | 18         | «Метания Киркмана» «Kirkman Agonistes»   | Лесли Либман     | Пьерлуиджи Котран        | апрель 18, 2018   | 3.51                |
| 40 | 19         | «На посту» «Capacity»                    | Дэвид Уорри-Смит | Кит Эйснер               | апрель 25, 2018   | 3.36                |
| 41 | 20         | «Холодный приём» «Bad Reception»         | Крис Грисмер     | Том Гарригус             | май 2, 2018       | 3.47                |
| 42 | 21         | «Цель» «Target»                          | Тимоти Басфилд   | Билл Чеис                | май 9, 2018       | 3.29                |
| 43 | 22         | «Выбор» «Run»                            | Крис Грисмер     | Кит Эйснер               | май 16, 2018      | 3.54                |

### Сезон 3 (2019)
| № общий | № в сезоне | Название                                       | Режиссёр       | Автор сценария                               | Дата премьеры |
| ------- | ---------- | ---------------------------------------------- | -------------- | -------------------------------------------- | ------------- |
| 44      | 1          | «#системасломана» «#thesystemisbroken»         | Крис Грисмер   | Адам Стейн                                   | 7 июня 2019   |
| 45      | 2          | «#скользкаядорожка» «#slipperyslope»           | Питер Лето     | Доун ДеНун                                   | 7 июня 2019   |
| 46      | 3          | «#правоначастнуюжизнь» «#privacyplease»        | Тимоти Басфилд | Питер Ной                                    | 7 июня 2019   |
| 47      | 4          | «#шансвойтивисторию» «#makehistory»            | Крис Грисмер   | Рикардо Перез Гонзалез                       | 7 июня 2019   |
| 48      | 5          | «#ничеоличного» «#nothingpersonal»             | Питер Лето     | Кендра Чанае Чэпман                          | 7 июня 2019   |
| 49      | 6          | «#никомунетдела» «#whocares»                   | Крис Грисмер   | Дрю Уэсткотт                                 | 7 июня 2019   |
| 50      | 7          | «#личностныйкризис» «#identity/crisis»         | Садс Сазерленд | Адам Стейн                                   | 7 июня 2019   |
| 51      | 8          | «#страшнодосмерти» «#scaredsh*tless»           | Садс Сазерленд | Кендра Чанае Чэпман и Рикардо Перез Гонзалез | 7 июня 2019   |
| 52      | 9          | «#неопределившиеся» «#undecided»               | Питер Лето     | Доун ДеНун                                   | 7 июня 2019   |
| 53      | 10         | «#правдаилипоследствия» «#truthorconsequences» | Крис Грисмер   | Питер Ной                                    | 7 июня 2019   |